# Julia Roberts
Julia Fiona Roberts (Smyrna, 1967. október 28. –) Oscar-díjas amerikai színésznő, filmproducer.
Az 1990-ben bemutatott Micsoda nő! című romantikus vígjátékkal alapozta meg pályafutását, melynek során az egyik legjobban fizetett hollywoodi színésznővé vált. Nyolc jelölésből három Golden Globe-díjat nyert, továbbá négy alkalommal jelölték Oscar-díjra, ebből a legjobb női főszereplőnek járó díjat vihette haza az Erin Brockovich – Zűrös természet (2000) című életrajzi filmben nyújtott alakításáért. További, sikeres filmjei közé tartozik a Mystic Pizza (1988), az Acélmagnóliák (1989), az Egy ágyban az ellenséggel (1991), A Pelikán ügyirat (1993), az Álljon meg a nászmenet! (1997), a Sztárom a párom (1999) és az Oltári nő (1999).
Az Erin Brockovich sikere után a 2000-es években feltűnt az Ocean’s Eleven – Tripla vagy semmi (2001), a Mona Lisa mosolya (2003), az Ocean’s Twelve – Eggyel nő a tét (2004) és a Charlie Wilson háborúja (2007) című filmekben. 2010-es évekbeli szereplései közt található a Valentin nap (2010), az Ízek, imák, szerelmek (2010), a Pénzes cápa (2016) és Az igazi csoda (2017). A 2014-es Igaz szívvel című televíziós filmben női mellékszereplőként Primetime Emmy-díjra jelölték.

## Fiatalkora és családja
Roberts Atlanta egyik elővárosában született. Szüleinek gyermek-színészképző iskolája volt. A szülők barátságban voltak Martin Luther Kinggel, akinek a gyerekei Robertsék színiiskolájába jártak. Amikor Julia Roberts megszületett, a szülőknek nem volt elég pénze a kórházi számla kiegyenlítésére, és végül King állta a költségeket.
Gyermekkorában imádta az állatokat. Eredetileg állatorvos akart lenni, de később újságírónak tanult. Bátyjának hollywoodi sikerein felbuzdulva Julia is megpróbálkozott a színészettel.

## Pályafutása
Első áttörése 1988-ban volt a Mystic Pizza és a Gördülő kavicsok című filmekkel. Az Acélmagnóliák (1989) című filmben megformált szerepéért a következő évben Oscar-díjra jelölték legjobb női mellékszereplő kategóriában. Legnagyobb sikerét a Micsoda nő! (1991) című alkotás hozta, amiben egy prostituáltat alakított Richard Gere oldalán. Alakításért a legjobb női főszereplőként Oscar-díjra jelölték. A következő években nagy költségvetésű romantikus komédiákban játszott. Egy epizódszerep erejéig megjelent a Jóbarátok egy 1996-os epizódjában.
Az Erin Brockovich – Zűrös természet (2000) című alakításáért életében először elnyerte az Oscar-díjat. Roberts volt az első nő a 20 millió dollárosok klubjában, amikor aláírta erről az összegről az Erin Brockovich szerződését.

## Magánélete
New Yorkban, Malibuban és az Új-Mexikói Taosban vannak otthonai. Az UNICEF keretein belül karitatív tevékenységet folytat. A People magazin A világ 50 leggyönyörűbb embere közé választotta.
1989-ben Richard Gere-rel és Dylan McDermott-tal volt együtt. 1991-ben Jason Patric színésszel randevúzott. Kiefer Sutherland jegyese volt 1991-ben, akivel az Egyenesen át forgatása alatt ismerkedett meg. Roberts felbontotta a kapcsolatukat, miután megtudta, hogy Sutherland megcsalta őt. A színésznő együtt élt Liam Neesonnel, akit a Gördülő kavicsok forgatásán ismert meg. 1993-ban hozzáment Lyle Lovett countryénekeshez, a házasság két évig tartott. Benjamin Bratt-tel (1998–2001 június), Daniel Day-Lewis-szal, Ethan Hawke-kal és Matthew Perryvel is folytatott szerelmi kapcsolatot.  
2002-ben házasságot kötött Daniel Moder operatőrrel, akivel A mexikói című mozifilm forgatása alatt találkozott két évvel korábban. 2004-ben egy ikerpár gyermekük született, majd 2007-ben világra jött harmadik gyermekük, Henry.

## Filmográfia

### Film
| Év   | Magyar cím                           | Eredeti cím                            | Szerep                    | Magyar hang    |
| ---- | ------------------------------------ | -------------------------------------- | ------------------------- | -------------- |
| 1987 |                                      | Firehouse                              | Babs                      |                |
| 1988 | Gördülő kavicsok                     | Satisfaction                           | Daryle                    |                |
| 1988 | Pizzavarázs                          | Mystic Pizza                           | Daisy Arujo               | Tóth Enikő     |
| 1989 | Vérvörös nap                         | Blood Red                              | Maria Collogero           | Csellár Réka   |
| 1989 | Acélmagnóliák                        | Steel Magnolias                        | Shelby Eatenton           | Tóth Enikő     |
| 1990 | Micsoda nő!                          | Pretty Woman                           | Vivien Ward               | Tóth Enikő     |
| 1990 | Egyenesen át                         | Flatliners                             | Dr. Rachel Mannus         | Tóth Enikő     |
| 1991 | Egy ágyban az ellenséggel            | Sleeping with the Enemy                | Laura Burney              | Tóth Enikő     |
| 1991 | Egy ágyban az ellenséggel            | Sleeping with the Enemy                | Laura Burney              | Györgyi Anna   |
| 1991 | A szerelem erejével                  | Dying Young                            | Hilary O'Neil             | Tóth Enikő     |
| 1991 | Hook                                 | Hook                                   | Csingiling                | Vándor Éva     |
| 1992 | A játékos                            | The Player                             | önmaga (cameo)            |                |
| 1993 | A Pelikán ügyirat                    | The Pelican Brief                      | Darby Shaw                | Kökényessy Ági |
| 1994 | A zűr bajjal jár                     | I Love Trouble                         | Sabrina Peterson          | Tóth Enikő     |
| 1994 | Pret-a-porter – Divatdiktátorok      | Pret-a-Porter                          | Anne Eisenhower           | Tóth Enikő     |
| 1995 | Szóbeszéd                            | Something to Talk About                | Grace King Bichon         | Vándor Éva     |
| 1996 | A gonosz csábítása                   | Mary Reilly                            | Mary Reilly               | Tóth Enikő     |
| 1996 | Michael Collins                      | Michael Collins                        | Kitty Kiernan             | Tóth Enikő     |
| 1996 | A varázsige: I love you              | Everyone Says I Love You               | Von Sidell                | Tóth Enikő     |
| 1997 | Álljon meg a nászmenet!              | My Best Friend's Wedding               | Julianne Potter           | Györgyi Anna   |
| 1997 | Összeesküvés-elmélet                 | Conspiracy Theory                      | Alice Sutton              | Tóth Enikő     |
| 1998 | Édesek és mostohák                   | Stepmom                                | Isabel Kelly              | Tóth Enikő     |
| 1999 | Sztárom a párom                      | Notting Hill                           | Anna Scott                | Tóth Enikő     |
| 1999 | Oltári nő                            | Runaway Bride                          | Maggie Carpenter          | Tóth Enikő     |
| 2000 | Erin Brockovich – Zűrös természet    | Erin Brockovich                        | Erin Brockovich           | Tóth Enikő     |
| 2001 | A mexikói                            | The Mexican                            | Samantha Barzel           | Tóth Enikő     |
| 2001 | Amerika kedvencei                    | America's Sweethearts                  | Kathleen "Kiki" Harrison  | Tóth Enikő     |
| 2001 | Ocean’s Eleven – Tripla vagy semmi   | Ocean's Eleven                         | Tess Ocean                | Tóth Enikő     |
| 2002 | Egy veszedelmes elme vallomásai      | Confessions of a Dangerous Mind        | Patricia Watson           | Tóth Enikő     |
| 2002 | A nagy bajnok                        | Grand Champion                         | Jolene                    | Tóth Enikő     |
| 2002 | Szemből telibe                       | Full Frontal                           | Catherine / Francesca     | Tóth Enikő     |
| 2003 | Mona Lisa mosolya                    | Mona Lisa Smile                        | Katherine Ann Watson      | Tóth Enikő     |
| 2004 |                                      | Tell Them Who You Are (dokumentumfilm) | önmaga                    |                |
| 2004 | Közelebb                             | Closer                                 | Anna                      | Tóth Enikő     |
| 2004 | Ocean’s Twelve – Eggyel nő a tét     | Ocean's Twelve                         | Tess Ocean                | Tóth Enikő     |
| 2006 | Hangya boy                           | The Ant Bully                          | Hova (hangja)             | Spilák Klára   |
| 2006 | Malac a pácban                       | Charlotte`s Web                        | Charlotte, a pók (hangja) | Tóth Enikő     |
| 2007 | Charlie Wilson háborúja              | Charlie Wilson's War                   | Joanne Herring            | Tóth Enikő     |
| 2008 | Közös titkunk                        | Fireflies in the Garden                | Lisa Waechter             | Tóth Enikő     |
| 2008 | Kit Kittredge                        | Kit Kittredge: An American Girl        | nem szerepel              |                |
| 2009 | Kettős játék                         | Duplicity                              | Claire Stenwick           | Tóth Enikő     |
| 2010 | Valentin nap                         | Valentine's Day                        | Kate Hazeltine            | Tóth Enikő     |
| 2010 | Ízek, imák, szerelmek                | Eat Pray Love                          | Elizabeth Gilbert         | Tóth Enikő     |
| 2011 |                                      | Jesus Henry Christ                     | nem szerepel              |                |
| 2011 | Szemenszedett boldogság              | Love, Wedding, Marriage                | Ava terapeutája (hangja)  |                |
| 2011 | Larry Crowne                         | Larry Crowne                           | Mrs. Tainot               | Tóth Enikő     |
| 2012 | Tükröm, tükröm                       | Mirror, Mirror                         | Gonosz királynő           | Tóth Enikő     |
| 2013 | Augusztus Oklahomában                | August: Osage County                   | Barbara Weston            | Tóth Enikő     |
| 2015 | Szemekbe zárt titkok                 | Secret in Their Eyes                   | Jessica Cobb              | Tóth Enikő     |
| 2016 | Anyák napja                          | Mother's Day                           | Miranda Collins           | Tóth Enikő     |
| 2016 | Pénzes cápa                          | Money Monster                          | Patty Fenn                | Tóth Enikő     |
| 2017 | Hupikék törpikék – Az elveszett falu | Smurfs: The Lost Village               | Törpfűzi (hangja)         | Básti Juli     |
| 2017 | Az igazi csoda                       | Wonder                                 | Isabel Pullman            | Tóth Enikő     |
| 2018 | Egy fiú hazatér                      | Ben Is Back                            | Holly Burns               | Tóth Enikő     |
| 2022 | Beugró a Paradicsomba                | Ticket to Paradise                     | Georgia                   | Tóth Enikő     |
| 2023 | Távol a világtól                     | Leave the World Behind                 | Amanda Sandford           | Tóth Enikő     |
| 2025 |                                      | After the Hunt                         | Alma Olsson               |                |

### Televízió
| Év   | Magyar cím                      | Eredeti cím                               | Szerep                                  | Megjegyzések                                     |
| ---- | ------------------------------- | ----------------------------------------- | --------------------------------------- | ------------------------------------------------ |
| 1987 |                                 | Crime Story                               | Tracy                                   | 1 epizód                                         |
| 1988 | Miami Vice                      | Miami Vice                                | Polly Wheeler                           | 1 epizód                                         |
| 1988 |                                 | Baja Oklahoma                             | Candy Hutchins                          | tévéfilm                                         |
| 1995 |                                 | Before Your Eyes: Angelie's Secret        | narrátor                                | tévéfilm                                         |
| 1996 | Jóbarátok                       | Friends                                   | Susie Moss                              | - 1 epizód - magyar hangja: - Kisfalvi Krisztina |
| 1998 |                                 | Murphy Brown                              | önmaga                                  | 1 epizód                                         |
| 1999 | Esküdt ellenségek               | Law & Order                               | Katrina Ludlow                          | 1 epizód                                         |
| 2000 |                                 | Silent Angels: The Rett Syndrome Story    | narrátor                                | tévéfilm                                         |
| 2003 | Bírósági mesék                  | Queen Supreme                             | nem szerepel                            | vezető producer (3 epizód)                       |
| 2003 |                                 | Freedom: A History of Us                  | Virginia szemtanú / Appleton újságírója | 2 epizód                                         |
| 2004 | Barátság mindenáron             | Samantha: An American Girl Holiday        | nem szerepel                            | - tévéfilm - vezető producer                     |
| 2005 | Felicity                        | Felicity: An American Girl Adventure      | nem szerepel                            | - tévéfilm - vezető producer                     |
| 2006 |                                 | Beslan: Three Days In September           | narrátor                                | dokumentumfilm                                   |
| 2006 | Molly és Emily                  | Molly: An American Girl on the Home Front | nem szerepel                            | - tévéfilm - vezető producer                     |
| 2011 |                                 | Extraordinary Moms                        | műsorvezető                             | - dokumentumfilm - vezető producer               |
| 2014 |                                 | Makers: Women Who Make America            | narrátor                                | dokumentumsorozat (2 epizód)                     |
| 2014 | Igaz szívvel                    | The Normal Heart                          | Dr. Emma Brookner                       | - tévéfilm - magyar hangja: - Tóth Enikő         |
| 2017 | Bear Grylls: Sztárok a vadonban | Running Wild with Bear Grylls             | önmaga                                  | 1 epizód                                         |
| 2018 |                                 | Homecoming                                | Heidi Bergman                           | - főszereplő (10 epizód) - vezető producer       |
| 2022 | Gaslit – A Watergate-botrány    | Gaslit                                    | Martha Mitchell                         | 8 epizód (vezető producer)                       |

## Fontosabb díjak és jelölések
- Oscar-díj, legjobb színésznő, Erin Brockovich (2001)
- BAFTA díj, legjobb színésznő, Erin Brockovich (2001)
- Arany Glóbusz díj, legjobb színésznő, Erin Brockovich (2001)
- Arany Glóbusz díj, legjobb színésznő, Micsoda nő (1991)
- Arany Glóbusz díj, legjobb mellékszereplő színésznő, Acélmagnóliák (1990)
- 1989: Oscar-díj, legjobb mellékszereplő színésznő Acélmagnóliák
- 1990: Oscar-díj és BAFTA-díj, legjobb színésznő Micsoda nő!
- 1997: Golden Globe-díj, legjobb színésznő Álljon meg a nászmenet!
- 1999: Golden Globe-díj, legjobb színésznő Sztárom a párom

## Fordítás
- Ez a szócikk részben vagy egészben  a   Julia Roberts című angol Wikipédia-szócikk fordításán alapul.  Az eredeti cikk szerkesztőit annak laptörténete sorolja fel. Ez a jelzés csupán a megfogalmazás eredetét és a szerzői jogokat jelzi, nem szolgál a cikkben szereplő információk forrásmegjelöléseként.